# Dziękuję bardzo
Dziękuję Bardzo · Vielen Dank – album koncertowy Klausa Schulzego z gościnnym udziałem Lisy Gerrard, wydany 29 maja 2009 roku nakładem wytwórni SPV. 

## Album

### Historia
W 2007 roku Klaus Schulze zrealizował swoje wieloletnie marzenie zapraszając do współpracy Lisę Gerrard. Jak stwierdził w wywiadzie dla Gazety Wyborczej: „Z Lisą Gerrard chciałem pracować jeszcze w czasach Dead Can Dance. Kiedy usłyszałem jej muzykę do Gladiatora, zacząłem poważnie starać się o spotkanie”.
W lipcu 2008 roku oboje wystąpili na żywo na festiwalu Loreley w Sankt Goarshausen, a 13 listopada 2008 tego samego roku – w warszawskiej Bazylice Ojców Salezjanów. Koncert został zarejestrowany i wydany w roku następnym jako trzypłytowy CD i DVD. Do wersji audio dołączono także koncert z Schiller Theater z Berlina, który miał miejsce dzień wcześniej, a którego na DVD nie ma. Tytuł wydawnictwa – Dziękuję bardzo – nawiązuje do pierwszej polskiej trasy Schulzego z lata 1983 roku, podczas której odwiedził on największe miasta. Trasa została udokumentowana albumem Dziękuję Poland, Live '83, a sam kompozytor w przerwie pomiędzy utworami mile ją wspominał. 

### Lista utworów
| 1. | Shoreless Two | 28:23   |
|    |               |         |
| 2. | Bazylika NSJ  | 41:34   |
|    |               |         |
|    |               | 1:09:57 |
|    |               |         |

| 1. | Godspell      | 20:25 |
|    |               |       |
| 2. | Shoreless One | 33:14 |
|    |               |       |
|    |               | 53:39 |
|    |               |       |

| 1. | Ocean of Innocence | 41:32 |
|    |                    |       |
| 2. | Spanish Ballerina  | 06:38 |
|    |                    |       |
|    |                    | 48:10 |
|    |                    |       |

### Informacje
- Utwory: „Shoreless Two”, „Bazylika NSJ” i „Godspell” zostały zarejestrowane 13 listopada 2008 roku w Bazylice Ojców Salezjanów w Warszawie, natomiast „Shoreless One”, „Ocean of Innocence” i „Spanish Ballerina” – w Schiller Theater w Berlinie
- Klaus Schulze – kompozycja, instrumenty elektroniczne, informacje na okładce
- Lisa Gerrard – teksty, śpiew („Bazylika NSJ”, „Godspell”)
- Tom Dams – miksowanie
- Christian Piednoir, James L. Frachon, Stefan Mingen, Rafał Nowakowski, Angelique Wassink – zdjęcia

## Odbiór

### Opinie krytyków
| Recenzje        | Recenzje |
| Publikacja      | Ocena    |
| --------------- | -------- |
| AllMusic        | [ 6 ]    |
| ArtRock.pl      | 8++/10   |
| laut.de         | [ 10 ]   |
| Musikreviews.de | 11/15    |
| Prog Archives   | [ 8 ]    |

„Dziękuję bardzo to połączenie piękna, wrażliwości i ogromnych emocji tych dwojga artystów, którzy dotychczas odnajdywali swoje inspiracje w zupełnie różnych muzycznych światach” – uważa Łukasz Modrzejewski z magazynu ArtRock.pl.
W ocenie Alexa Hendersona z AllMusic trzypłytowe wydawnictwo Dziekuje Bardzo: Vielen Dank „jest wciągające nie tylko ze względu na wspólne występy Schulzego i Gerrard. Maluje atrakcyjny obraz Schulzego, zarówno z Gerrard, jak i bez niej”. Jako przykład autor dał utwory „Shoreless One” i „Shoreless Two”, które Schulze wykonał na syntezatorze Mini-Moog bez akompaniamentu. Choć instrument w jego rękach brzmi „przestarzale”, to jednak muzykowi „udaje się sprawić, że Mini-Moog ma znaczenie dla ambientowej sceny elektronicznej XXI wieku”.
Ulf Kubanke z laut.de zwrócił w swojej recenzji uwagę na Lisę Gerrard, której „typowa, nieco upiorna obecność natychmiast przyciąga jak magnes zabawne dźwięki tego magika [Schulzego] od gry na klawiaturze. Gerrard czerpie swoje słowa wyłącznie z fantastycznego języka, który wymyśliła w wieku dwunastu lat i od tamtej pory udoskonaliła. W związku z tym szybko zapomina się o roli Schulzego w „Bazylice NSJ”, tworzącego „przyjemną, powściągliwą atmosferę dźwiękową, która doskonale rozprzestrzenia się przed wokalistką, w najlepszym stylu Dead Can Dance. Ale szybsze, klasyczne utwory Schulzego o żywym, szarpanym brzmieniu również sprawdzają się znakomicie”.
Zdaniem Benjamina Feinera z Musikreviews.de na Dziękuję bardzo „Ponownie mamy do czynienia z elegijną, medytacyjną muzyką. Klaus Schulze gra powściągliwie na instrumentach klawiszowych, wysuwając śpiewającą boginię Lisę Gerrard bardziej na pierwszy plan. Generalnie [album jest] nieco trudniejszy niż Rheingold, ale nadal fascynujący, z dobrymi efektami scenicznymi i krótkim dokumentem; Schulzemu po raz kolejny udało się wyprodukować satysfakcjonujące wydawnictwo”.
Jake Cole ze Slant Magazine ocenia, że „ta mieszanka występów w Berlinie i Warszawie pokazuje ich [Schulzego i Gerrard] chemię. Złowieszczy kontralt Gerrard stanowi doskonale urzekające tło dla Schulzego”, przeplatającego swoją muzykę mrocznymi dark wave’owymi stylizacjami Gerrard, znanymi z czasów Dead Can Dance. Przykładem „absolutnej harmonii” obojga artystów jest – zdaniem autora – interpretacja utworu „Bazylika NSJ”.